# 中山幸
中山幸，日本漫画家、插画家，出生于日本大阪府，现居于东京。

## 人物介绍
- 高中时期曾加入过学校的美术部，并从专业学校的动画系角色设计专业毕业。
- 曾有在各种餐厅打工的经历，因此将自己的作品《调教咖啡厅》的背景设定为咖啡厅。
- 代表作为《调教咖啡厅》、《管耳猫》等，其中《调教咖啡厅》的动画已于2017年10月至12月播放。
- 曾因为身体原因导致漫画停更了一段时间。[1]

## 作品列表
※部分作品日文直译。

### 漫画
- 《不是女友是青梅竹马》（2013年起开始在网络上连载）
- 《管耳猫》（《月刊Comic Alive》2014年3月号、《月刊COMIC CUNE》2017年12月号 - 连载中，KADOKAWA，已发行11册/截止2022年6月。）台湾中文版由尖端出版社授权发行。
- 《调教咖啡厅》（《Manga Time Kirara Carat》2014年3月号 - 2022年6月号，芳文社全8册）台湾中文版由尖端出版社授权发行。

### 同人画集
- 《黄金拼图》同人漫画集1
- 《NEW GAME!》官方同人漫画 卷头插画

### 动画插画
- 动画《调教咖啡厅》第12话插画
- 动画《请问您今天要来点兔子吗》第3话结尾插画